# Saint-Germain-des-Prés (Dordogna)
Saint-Germain-des-Prés è un comune francese di 522 abitanti situato nel dipartimento della Dordogna nella regione della Nuova Aquitania.

## Società

### Evoluzione demografica
Abitanti censiti